# Aleksandr Galímov
Alexander Saidgereyevich Galimov (ruso: Александр Саидгереевич Галимов) (Yaroslavl, 2 de mayo de 1985 - Moscú, 12 de septiembre de 2011) fue un jugador profesional ruso de hockey sobre hielo. Jugó de extremo derecho y su último equipo fue el Lokomotiv Yaroslavl de la Liga Continental de Hockey (KHL). Falleció el 12 de septiembre de 2011 por las heridas producidas tras el accidente aéreo que causó la muerte del resto de miembros del citado equipo.

## Muerte
El 7 de septiembre de 2011, el avión que transportaba a la plantilla del Lokomotiv Yaroslavl, incluido Galimov, se estrelló poco después del despegue. Galimov y un miembro de la tripulación fueron los únicos supervivientes. Galimov tenía quemaduras en el 80 por ciento de su cuerpo. El equipo médico de Yaroslavl consiguió estabilizarlo y al día siguiente, el 8 de septiembre, fue trasladado al Instituto de Cirugía Vishnevsky de la Academia Rusa de Ciencias Médicas, donde se encontraba en coma inducido y con respiración artificial. Finalmente, falleció el 12 de septiembre. Un parte médico emitido por la clínica minutos después señaló que pese a las terapias y los métodos de tratamiento más avanzados Galimov falleció a consecuencia de "quemaduras incompatibles con la vida".
La víspera, Galimov había sido sometido a una operación de trasplante de tráquea, según informó la emisora de radio "Vesti FM". El jugador tenía quemaduras en el 80 por ciento de su cuerpo y en las vías respiratorias, además de contusiones en los riñones y en un pulmón.